# La Truchère
La Truchère est une commune française située dans le département de Saône-et-Loire, en région Bourgogne-Franche-Comté.
www.latruchere.fr est le nouveau site de la commune, mis en ligne en mai 2025.

## Géographie

### Situation et description
La Truchère fait partie de la Bresse. La commune se situe en Saône-et-Loire, au sud-est de Tournus, commune où se trouve la confluence de la Seille avec la Saône.
La réserve naturelle de La Truchère se situe sur la commune, ainsi que sur celle de Ratenelle. C'est un site majeur pour ses plantes et ses oiseaux rares.
Particularité : la commune de La Truchère est propriétaire, en bord de Seille, d'un bois situé sur le territoire de la commune voisine de Sermoyer (donc dans le département de l'Ain) : le bois de Maillance (65 hectares), petite forêt inondable présentant un intérêt biologique notable (colonie d'ardéidés, cigognes blanches...).

### Climat
Pour des articles plus généraux, voir Climat de la Bourgogne-Franche-Comté et Climat de Saône-et-Loire.
En 2010, le climat de la commune est de type climat océanique dégradé des plaines du Centre et du Nord, selon une étude du Centre national de la recherche scientifique s'appuyant sur une série de données couvrant la période 1971-2000. En 2020, Météo-France publie une typologie des climats de la France métropolitaine dans laquelle la commune est exposée à un climat semi-continental et est dans la région climatique Bourgogne, vallée de la Saône, caractérisée par un bon ensoleillement (1 900 h/an), un été chaud (18,5 °C), un air sec au printemps et en été et des vents faibles.
Pour la période 1971-2000, la température annuelle moyenne est de 11,6 °C, avec une amplitude thermique annuelle de 18,2 °C. Le cumul annuel moyen de précipitations est de 885 mm, avec 10,4 jours de précipitations en janvier et 7,3 jours en juillet. Pour la période 1991-2020, la température moyenne annuelle observée sur la station météorologique de Météo-France la plus proche, « Romenay », sur la commune de Romenay à 9 km à vol d'oiseau, est de 11,8 °C et le cumul annuel moyen de précipitations est de 983,9 mm. 
La température maximale relevée sur cette station est de 40,7 °C, atteinte le 12 août 2003 ; la température minimale est de −19,5 °C, atteinte le 17 janvier 1985,,.
Les paramètres climatiques de la commune ont été estimés pour le milieu du siècle (2041-2070) selon différents scénarios d'émission de gaz à effet de serre à partir des nouvelles projections climatiques de référence DRIAS-2020. Ils sont consultables sur un site dédié publié par Météo-France en novembre 2022.

## Urbanisme

### Typologie
Au 1er janvier 2024, La Truchère est catégorisée commune rurale à habitat dispersé, selon la nouvelle grille communale de densité à sept niveaux définie par l'Insee en 2022.
Elle est située hors unité urbaine. Par ailleurs la commune fait partie de l'aire d'attraction de Tournus, dont elle est une commune de la couronne,. Cette aire, qui regroupe 14 communes, est catégorisée dans les aires de moins de 50 000 habitants,.

### Occupation des sols
L'occupation des sols de la commune, telle qu'elle ressort de la base de données européenne d’occupation biophysique des sols Corine Land Cover (CLC), est marquée par l'importance des territoires agricoles (61,8 % en 2018), en diminution par rapport à 1990 (67 %). La répartition détaillée en 2018 est la suivante : prairies (36,3 %), forêts (31,1 %), terres arables (14,5 %), zones agricoles hétérogènes (11 %), zones urbanisées (5,1 %), eaux continentales (2 %). L'évolution de l’occupation des sols de la commune et de ses infrastructures peut être observée sur les différentes représentations cartographiques du territoire : la carte de Cassini (XVIIIe siècle), la carte d'état-major (1820-1866) et les cartes ou photos aériennes de l'IGN pour la période actuelle (1950 à aujourd'hui).

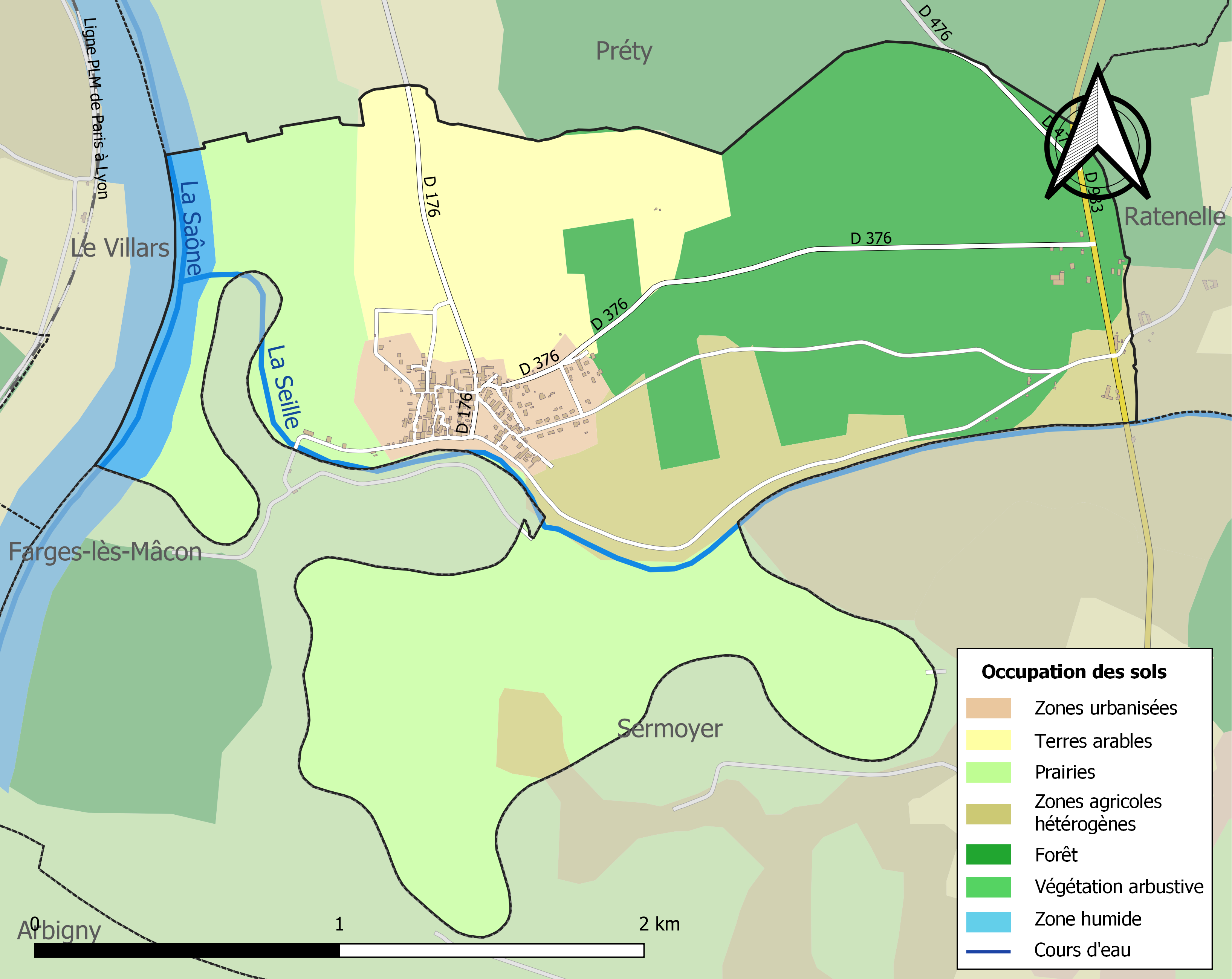
Carte des infrastructures et de l'occupation des sols de la commune en 2018 (CLC).

### Plan local d'urbanisme
L'urbanisme sur les 509 hectares du territoire de La Truchère est régi par un plan local d'urbanisme intercommunal (PLUi), document d’urbanisme dont le territoire d’effet n'est plus la commune mais la communauté de communes, soit vingt-quatre communes membres réparties sur le Haut-Mâconnais et le Tournugeois.
Ce document stratégique traduit les principes d'aménagement du territoire et constitue un outil réglementaire fixant les règles de construction et d'occupation des sols applicables sur le territoire de l'intercommunalité du Mâconnais-Tournugeois, d'où son contenu : un rapport de présentation retraçant le diagnostic du territoire, un projet d'aménagement et de développement durable (PADD) exposant la stratégie intercommunale, des orientations d'aménagement et de programmation (OAP) définissant les conditions d'aménagements de certains quartiers/ilots (cas particuliers), un règlement fixant les règles d’utilisation et de droit des sols ainsi que des annexes (plan de zonage, liste des servitudes, etc.).
Le PLUi du Mâconnais-Tournugeois, fruit d'un processus lancé par la communauté de communes en 2016, a été définitivement adopté par le conseil communautaire le 21 décembre 2023.

## Politique et administration

### Tendances politiques et résultats

#### Élections législatives
Le village de La Truchère fait partie de la quatrième circonscription de Saône-et-Loire et place lors du 1er tour des élections législatives françaises de 2017 Catherine Gabrelle (LAREM) avec 29,55 % des suffrages. Mais lors du second tour, il s'agit de Cécile Untermaier (PS) qui arrive en tête avec 50,68 % des suffrages.
Lors du 1er tour des élections législatives françaises de 2022, Cécile Untermaier (PS), députée sortante, arrive en tête avec 30,00 % des suffrages comme lors du second tour, avec cette fois-ci, 51,95 % des suffrages.

#### Élections départementales
Le village de La Truchère fait partie du canton de Tournus. Les électeurs de la ville placent le binôme de Jean-Claude Becousse (DVD) et Colette Beltjens (DVD), en tête, dès le 1er tour des élections départementales de 2021 en Saône-et-Loire avec 48,48 % des suffrages.
Lors du second tour de ces mêmes élections, les habitants décideront de placer de nouveau le binôme Becousse-Beltjens en tête, avec cette fois-ci, près de 66,67 % des suffrages. Devant l'autre binôme menée par Delphine Dugué (DVG) et Mickaël Maniez (DVG) qui obtient 33,33 %. Il est important de souligner une abstention record lors de ces élections qui n'ont pas épargné le village de La Truchère avec lors du premier tour 64,21 % d'abstention et au second, 66,48 %.

### Liste des maires de La Truchère

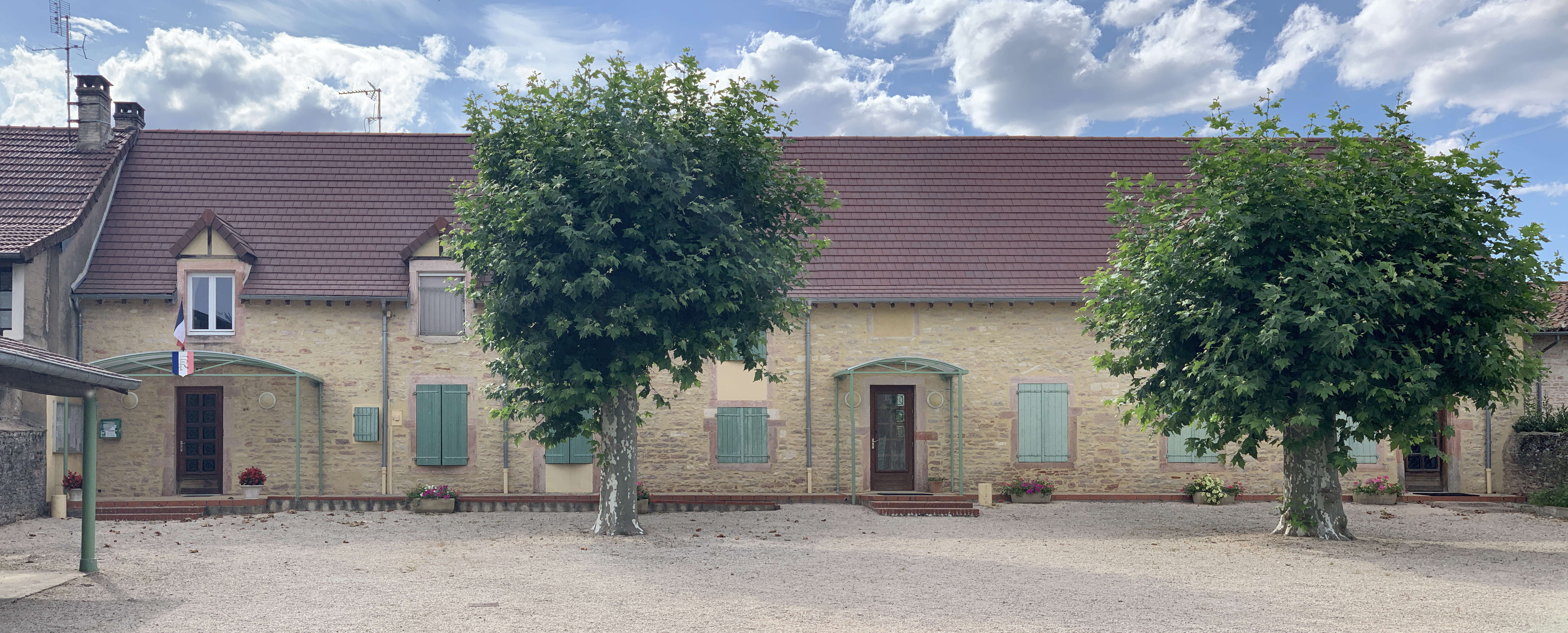
Mairie.

| Période                                  | Période   | Identité         | Étiquette | Qualité |
| ---------------------------------------- | --------- | ---------------- | --------- | --- |
| mars 2001                                | mars 2008 | Damien Bruggeman |           | |
| mars 2008                                | mars 2014 | Gisèle Méchin    |           | |
| mars 2014                                | mars 2023 | Philippe Beligné |           | Retraité de l'armée (colonel d'infanterie) et de l'industrie. Également 7e vice-président de la communauté de communes Mâconnais-Tournugeois, chargé de l'environnement et de l'équipement numérique (élu en juillet 2020). Chevalier de la Légion d'honneur. Décédé en mars 2023. |
| juin 2023                                | en cours  | Josette Pothier  |           | Ancienne première adjointe de Philippe Beligné, élue le 16 juin 2023, à la suite d'élections municipales partielles. |
| Les données manquantes sont à compléter. |           |                  |           | |

## Démographie
L'évolution du nombre d'habitants est connue à travers les recensements de la population effectués dans la commune depuis 1793. Pour les communes de moins de 10 000 habitants, une enquête de recensement portant sur toute la population est réalisée tous les cinq ans, les populations de référence des années intermédiaires étant quant à elles estimées par interpolation ou extrapolation. Pour la commune, le premier recensement exhaustif entrant dans le cadre du nouveau dispositif a été réalisé en 2005.

En 2022, la commune comptait 204 habitants, en évolution de −8,52 % par rapport à 2016 (Saône-et-Loire : −1,06 %, France hors Mayotte : +2,11 %).
| 1793 | 1800 | 1806 | 1821 | 1831 | 1836 | 1841 | 1846 | 1851 |
| ---- | ---- | ---- | ---- | ---- | ---- | ---- | ---- | ---- |
| 408  | 443  | 413  | 470  | 473  | 490  | 434  | 461  | 452  |

| 1856 | 1861 | 1866 | 1872 | 1876 | 1881 | 1886 | 1891 | 1896 |
| ---- | ---- | ---- | ---- | ---- | ---- | ---- | ---- | ---- |
| 476  | 487  | 521  | 489  | 459  | 449  | 445  | 432  | 402  |

| 1901 | 1906 | 1911 | 1921 | 1926 | 1931 | 1936 | 1946 | 1954 |
| ---- | ---- | ---- | ---- | ---- | ---- | ---- | ---- | ---- |
| 424  | 410  | 358  | 318  | 328  | 273  | 280  | 265  | 267  |

| 1962 | 1968 | 1975 | 1982 | 1990 | 1999 | 2005 | 2006 | 2010 |
| ---- | ---- | ---- | ---- | ---- | ---- | ---- | ---- | ---- |
| 220  | 223  | 182  | 211  | 202  | 218  | 222  | 225  | 204  |

| 2015 | 2020 | 2022 | - | - | - | - | - | - |
| ---- | ---- | ---- | - | - | - | - | - | - |
| 219  | 208  | 204  | - | - | - | - | - | - |

## Culture locale et patrimoine

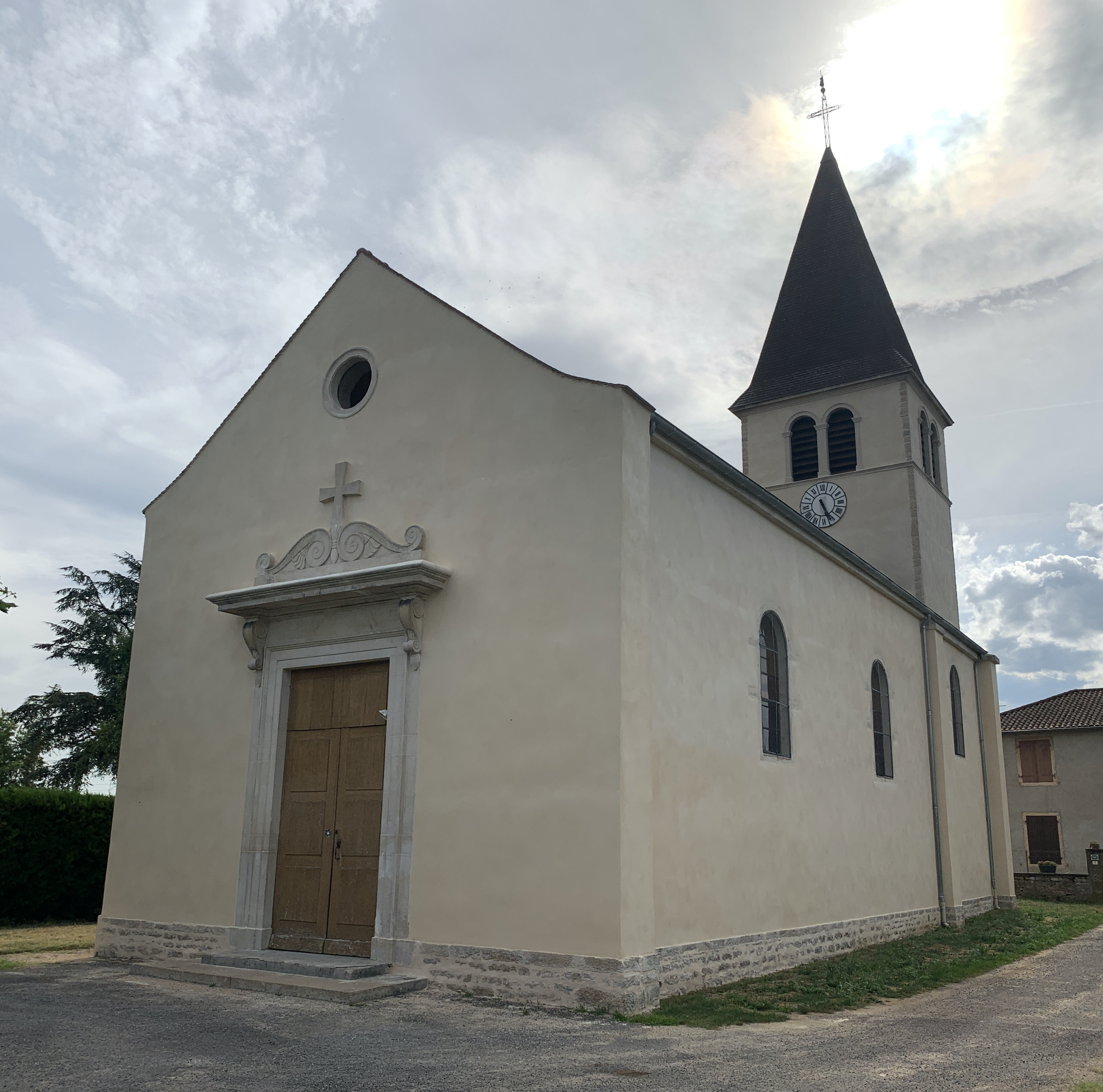
Église Saint-Roch.

### Lieux et monuments
- La réserve naturelle de La Truchère, qui se situe sur la commune ainsi que sur celle de Ratenelle. C'est un site majeur pour ses plantes et ses oiseaux rares.
- Le calvaire de La Truchère.
- Le pont-barrage à neuf arches de La Truchère, construit en 1861 sur la Seille[24]. Ce barrage est un barrage à aiguilles destiné à faire monter le niveau de la Seille pour la rendre navigable jusqu'à Louhans. En conséquence, le niveau d'eau étant plus élevé, une écluse a été créée pour rejoindre la Saône[25].

### Héraldique
| Blason de La Truchère | Blason  | De gueules à deux clefs passées en sautoir et à l'épée haute brochante, à la main mouvant du chef et tenant un livre ouvert au-dessus de la pointe de l'épée, le tout d'argent. |
| Blason de La Truchère | Détails | Le statut officiel du blason reste à déterminer. |

## Pour approfondir